# San Francisco el Ocatal
San Francisco el Ocatal är en ort i Mexiko.   Den ligger i kommunen Tonalá och delstaten Chiapas, i den sydöstra delen av landet, 700 km sydost om huvudstaden Mexico City. San Francisco el Ocatal ligger 45 meter över havet och antalet invånare är 418.
Terrängen runt San Francisco el Ocatal är platt åt sydväst, men åt nordost är den kuperad. Runt San Francisco el Ocatal är det ganska glesbefolkat, med 50 invånare per kvadratkilometer. Närmaste större samhälle är Tonalá, 6,8 km sydost om San Francisco el Ocatal. Omgivningarna runt San Francisco el Ocatal är en mosaik av jordbruksmark och naturlig växtlighet.